# Cucina punjabi

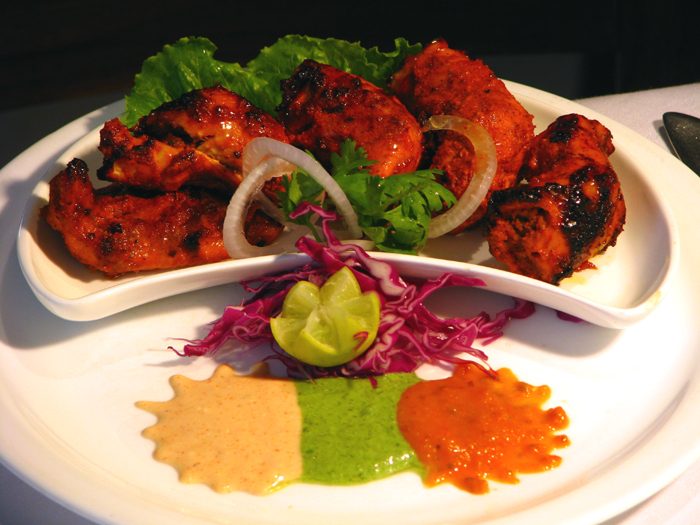
Pollo tikka

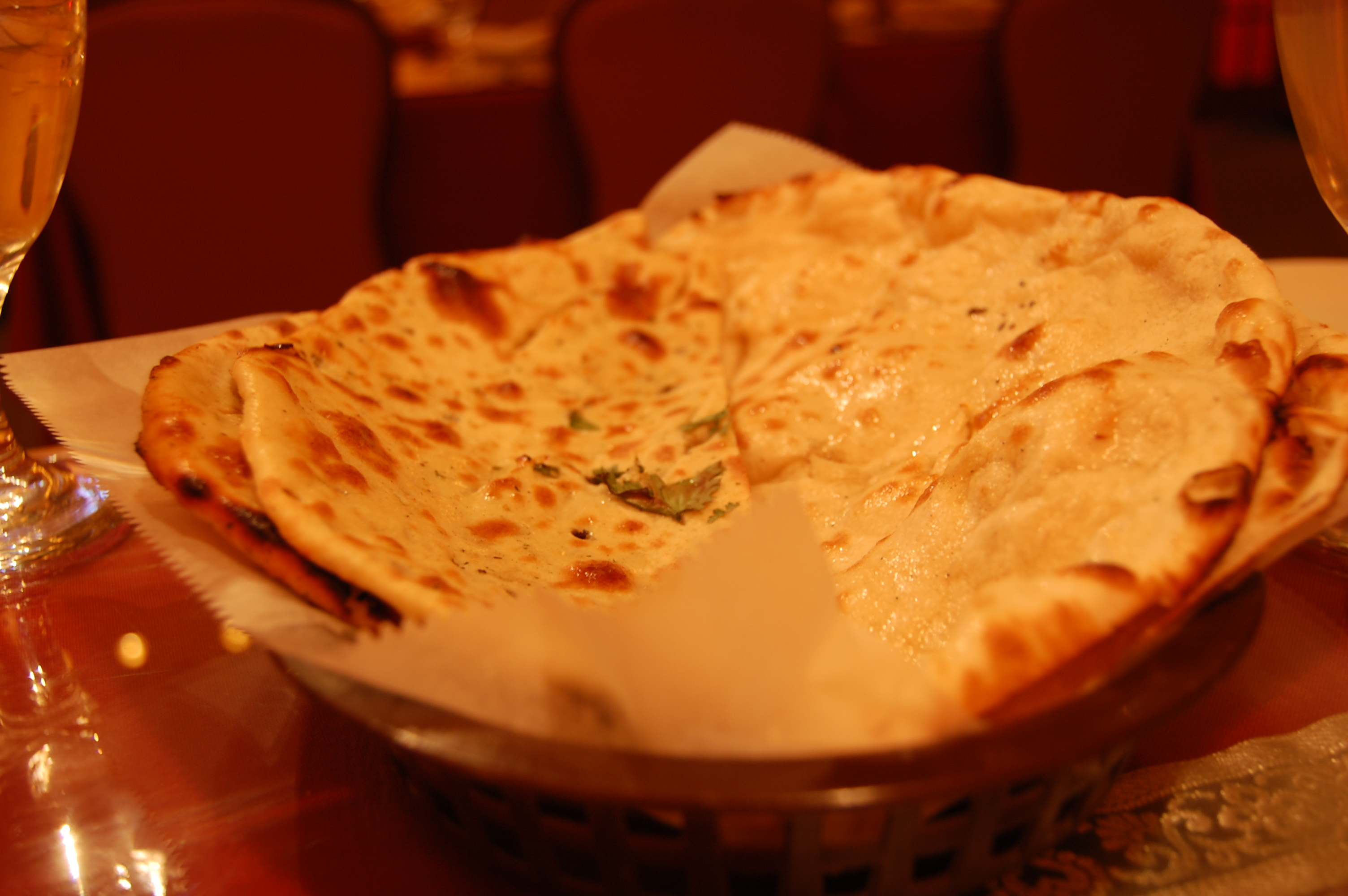
Mint Paratha

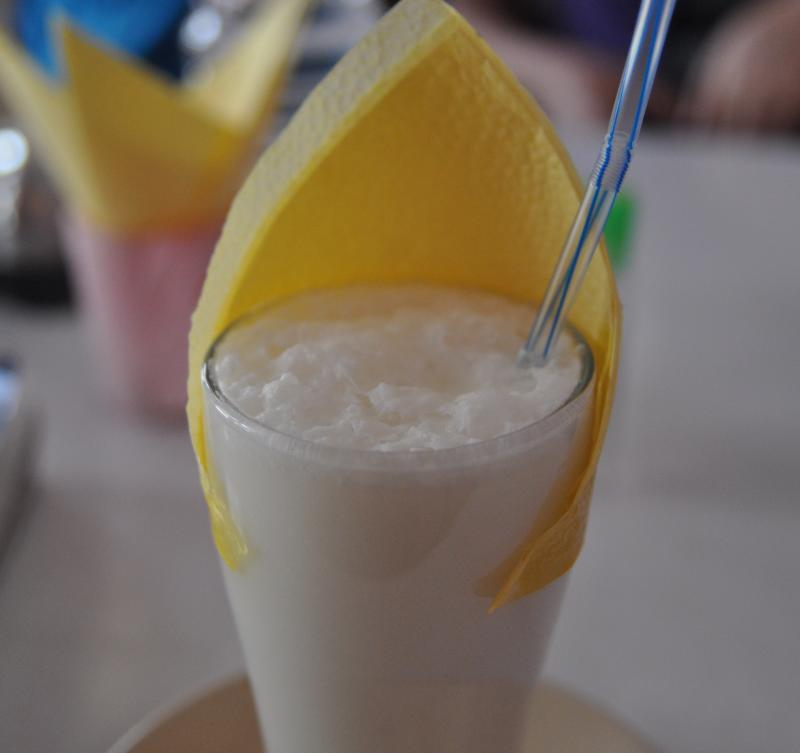
Lassi

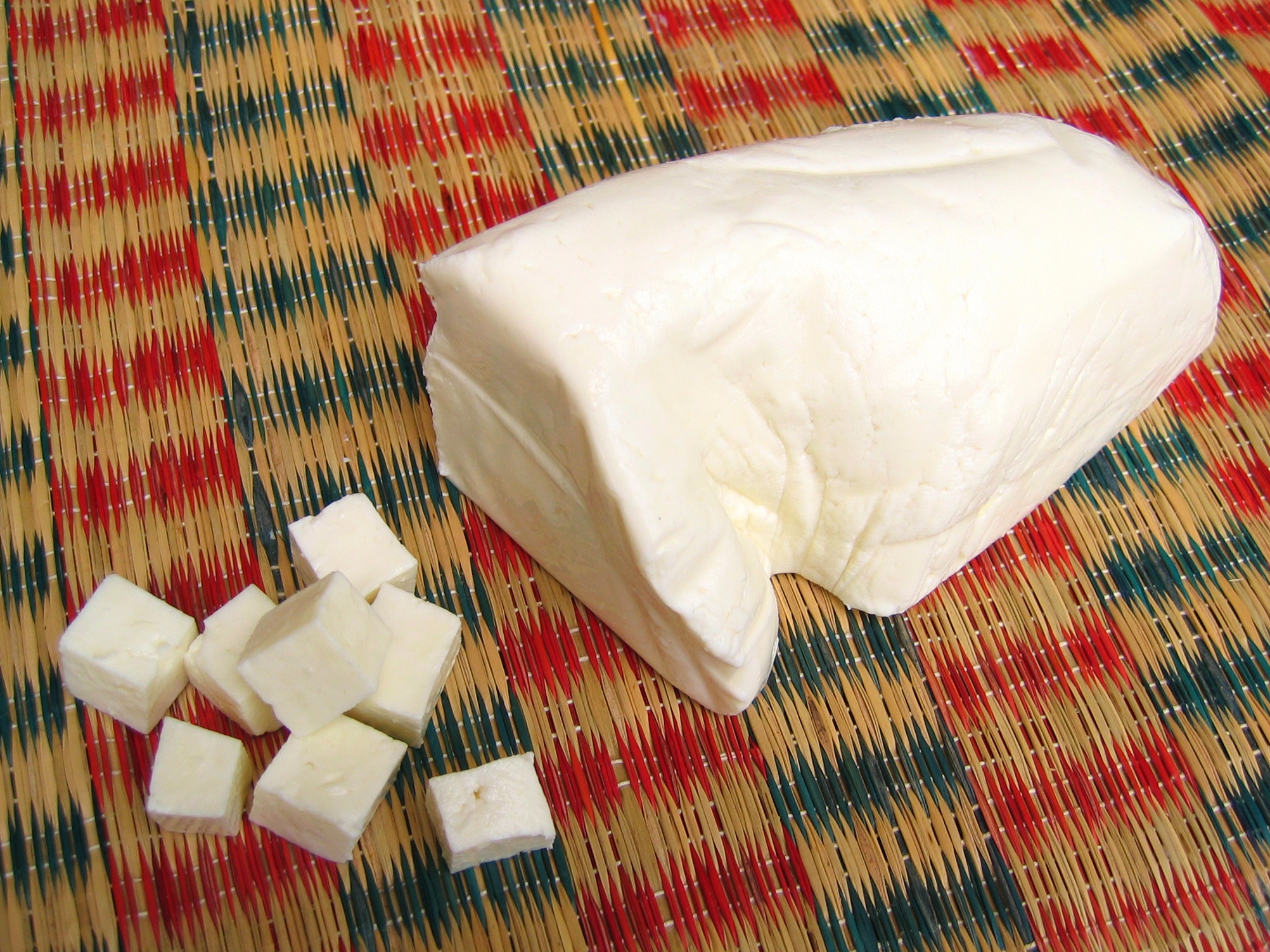
Formaggio Paneer

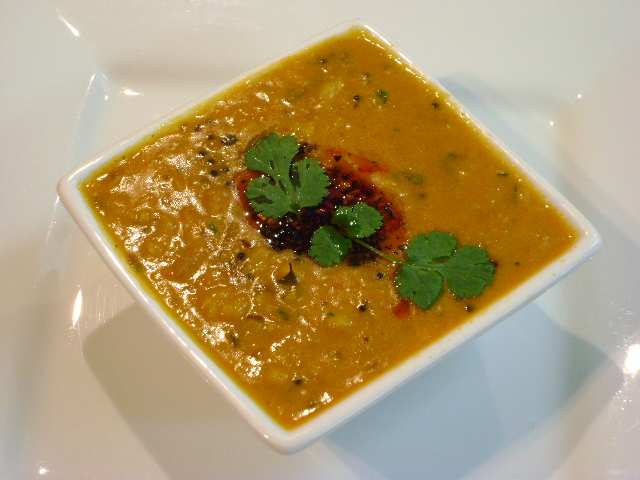
Tarka Daal Amrbarsari

La cucina punjabi è la cucina della regione del Punjab indiana e pachistana.
La cucina ha una ricca tradizione di diverse maniere di cucinare, tra cui una con un forno tandoori speciale.

## Piatti
- Kheema

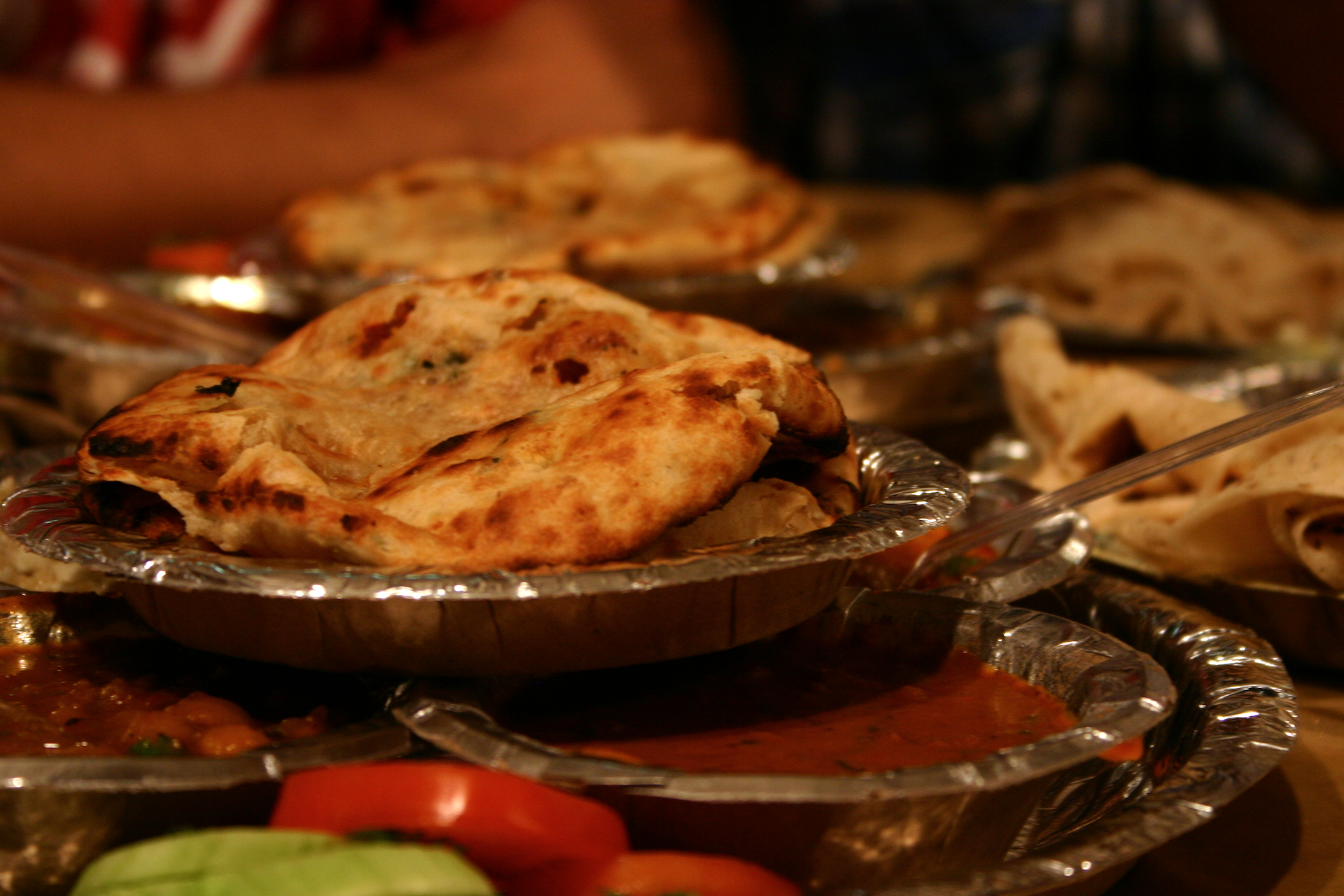
Kulcha Amritsari

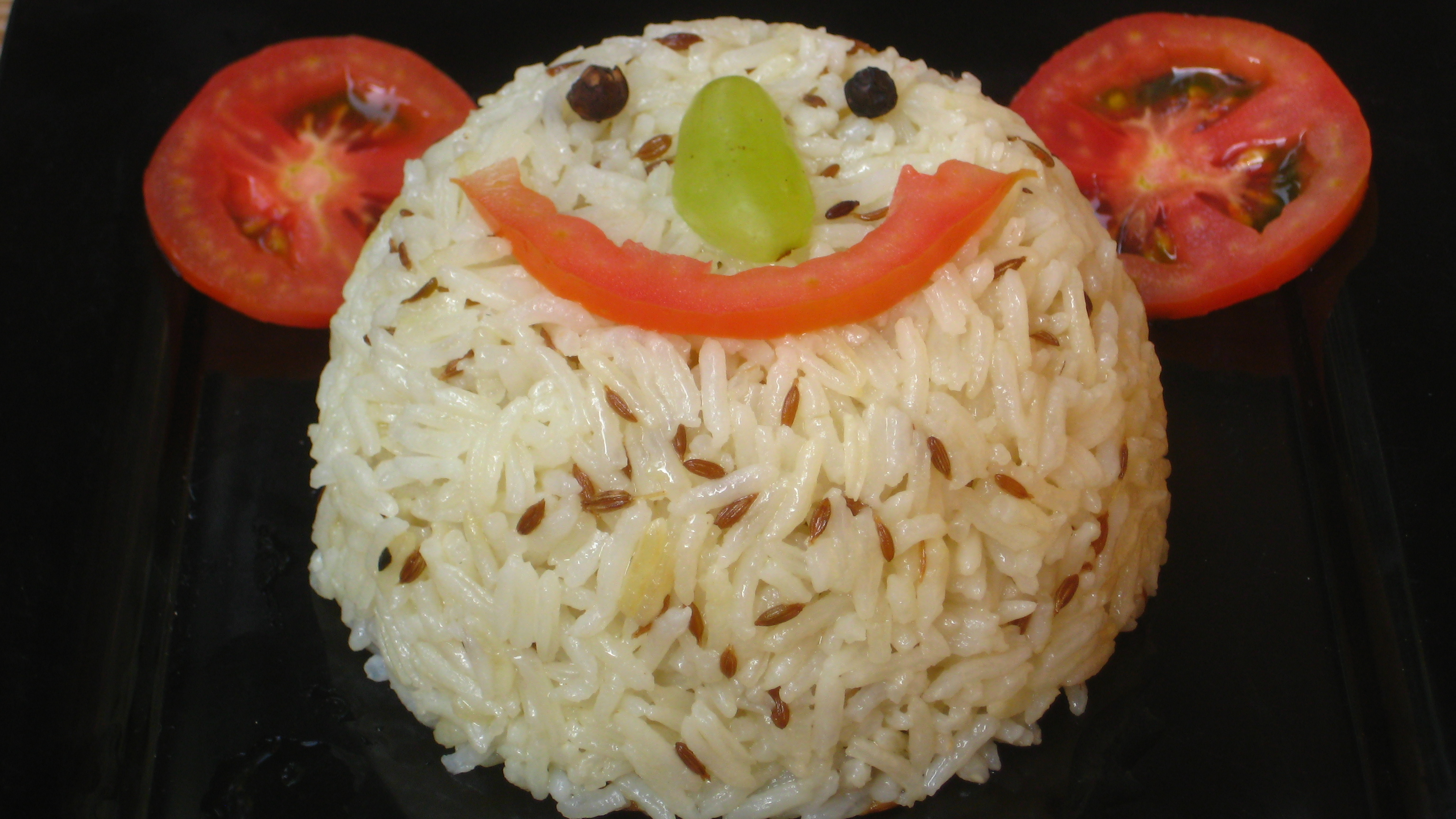
Zeera Chol

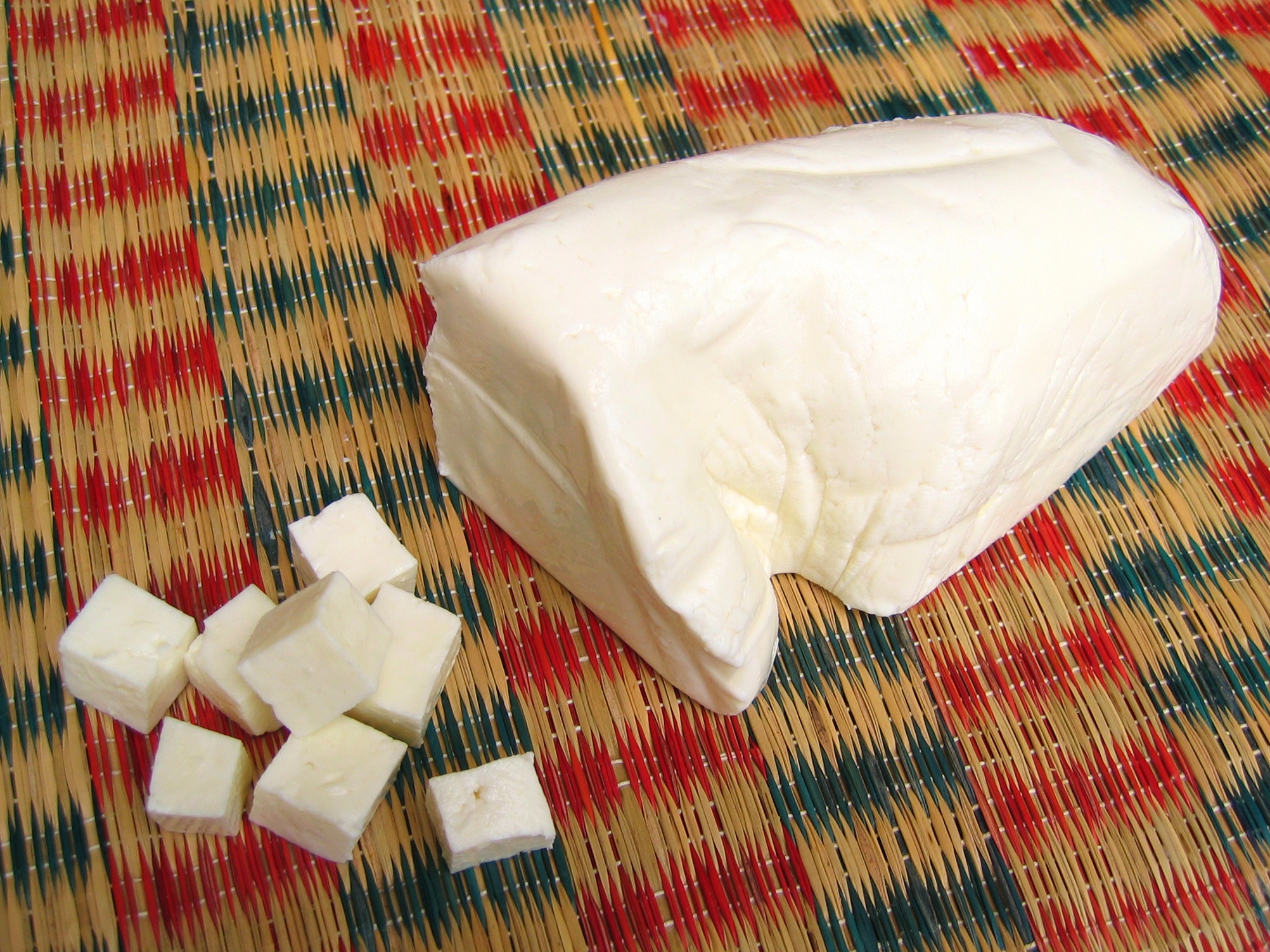
Paneer One of the South Asian Cheese variants commonly used in cooking in Punjab

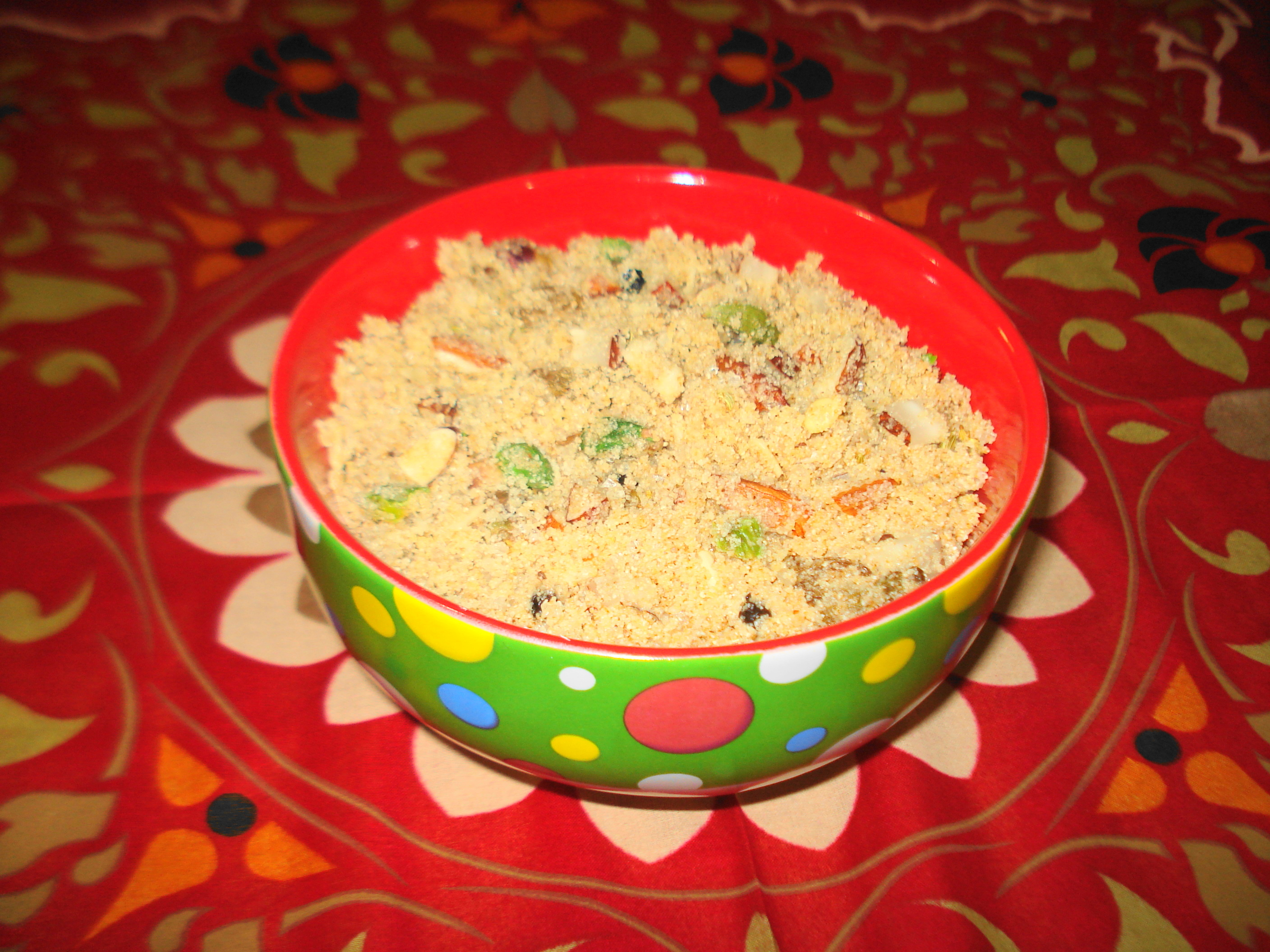
Panjeeri.

- Shami Kebab, Chicken karahi, Amritsari
- Kunna Gosht
- Amritsari Dal makhani
- Khichdi
- Panjiri
- Sarson da saag
- Zeera rice

## Dolci
- Amritsari Jalebi
- Barfi
- Gurh
- Kheer[1]
- Khoya
- Kulfi
- Laddu
- Malpua
- Rabri
- Semolino[2] Halva
- Sheer korma

## Bevande
- Lassi